# Municipio de Franklin (condado de DeKalb)
El municipio de Franklin (en inglés: Franklin Township) es un municipio ubicado en el condado de DeKalb en el estado estadounidense de Indiana. En el año 2010 tenía una población de 1182 habitantes y una densidad poblacional de 12,97 personas por km².

## Geografía
El municipio de Franklin se encuentra ubicado en las coordenadas 41°28′45″N 84°54′21″O / 41.47917, -84.90583. Según la Oficina del Censo de los Estados Unidos, el municipio tiene una superficie total de 91.12 km², de la cual 90,94 km² corresponden a tierra firme y (0,2 %) 0,18 km² es agua.

## Demografía
Según el censo de 2010, había 1182 personas residiendo en el municipio de Franklin. La densidad de población era de 12,97 hab./km². De los 1182 habitantes, el municipio de Franklin estaba compuesto por el 98,9 % blancos, el 0,08 % eran afroamericanos, el 0,42 % eran amerindios, el 0,34 % eran asiáticos y el 0,25 % eran de una mezcla de razas. Del total de la población el 0,34 % eran hispanos o latinos de cualquier raza.